# نیزه‌ماهی آبی‌رنگ هندوآرام
نیزه‌ماهی آبی‌رنگ هندوآرام (نام علمی: Makaira mazara) نام یک گونه از سرده شمشیردارها است.